# 岩风
岩风（学名：Libanotis buchtormensis）是伞形科岩风属的植物。分布于蒙古、俄罗斯以及中国大陆的四川、陕西、甘肃、宁夏、新疆等地，生长于海拔1,000米至3,000米的地区，一般生长在路旁以、向阳石质山坡、石隙以及河滩草地，目前尚未由人工引种栽培。

## 别名
长虫七（陕西眉县、太白）